# Burg Blomberg
Die Burg Blomberg ist eine Burg in der Stadt Blomberg im Kreis Lippe in Nordrhein-Westfalen.

## Geschichte
Die Machthaber in Blomberg  waren die Edelherren zur Lippe und die Grafen von Schwalenberg und Sternberg. Es wird vermutet, dass beide gemeinsam die Burg im 13. Jahrhundert errichteten, die zunächst nur als Festung diente. Simon I. (1275–1344) wählte Blomberg als Wohnsitz und ließ die Burg als Residenz ausbauen. Er und seine Nachfolger wechselten häufig zwischen ihren Wohnsitzen Blomberg und Schloss Brake.
Nach weitgehender Zerstörung in der Soester Fehde (1414–1463) wurde die Burg als zweigeschossige Dreiflügelanlage wieder aufgebaut. Ab 1449 besaß das Haus Lippe die Burg als hessisches Lehen. Sie diente danach zeitweise als Residenz der Edelherren, ab 1528 Grafen zur Lippe. Ab 1560 wurde die Burg zu einem Schloß im Stil der Weserrenaissance umgestaltet. 1962 verkaufte das Haus Schaumburg-Lippe die Burg an die Stadt und diese übergab sie 1971 an den Landesverband Lippe.
Die Burg wurde bis Ende 2019 teilweise als Hotel und Restaurant genutzt. Der Landesverband sucht derzeit einen Nutzer oder Käufer.

## Beschreibung

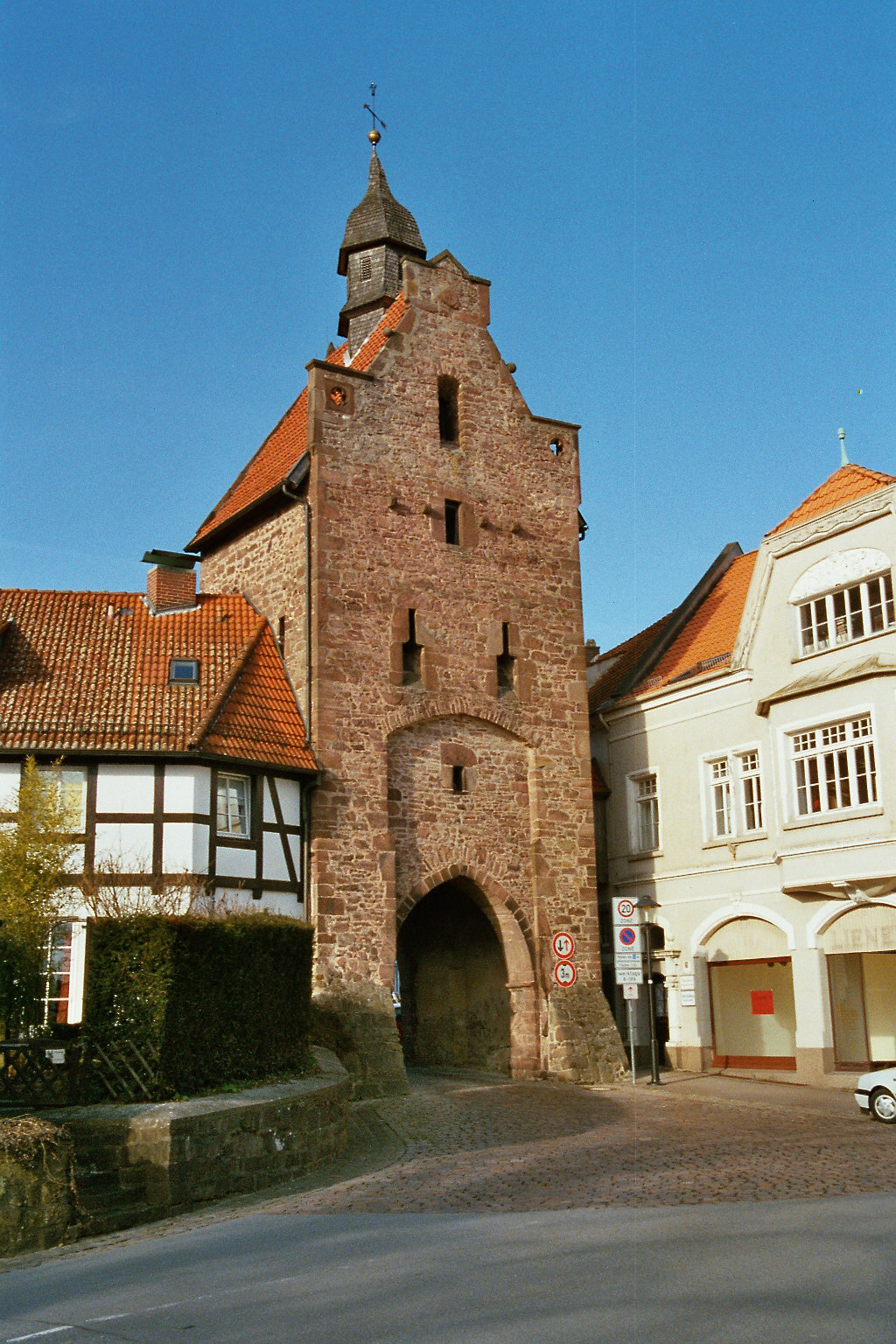
Das Niederntor in Blomberg

Stadt und Burg waren ringsum befestigt, die Burg wurde zusätzlich durch Wall und Graben gesichert. Nach Westen und Süden hin boten steile Hänge einen natürlichen Schutz, während die Stadt nach Osten und Norden hin von Mauern, Gräben, Wällen und sogar Dornenhecken umgeben war. Zusätzlich gab es sechs Verteidigungstürme und vor den Toren Zwinger und Landwehren. Von der Stadtbefestigung sind heute noch das Niedere Tor und Teile der Stadtmauer erhalten.
Das Erdgeschoss des Mittelflügels der dreiflügeligen Burganlage wurde 1562 unter Graf Bernhard VII. errichtet, während das Obergeschoss aus Fachwerk 1569 aufgesetzt wurde. Bedeutendster Baumeister war Hermann Wulff aus Lemgo, der die dem Innenhof zugewandte Utlucht aus weißem Sandstein gestaltete. Von Wulff stammen ebenfalls Arbeiten am Lemgoer Rathaus, dem Hexenbürgermeisterhaus und am Schloss Brake.

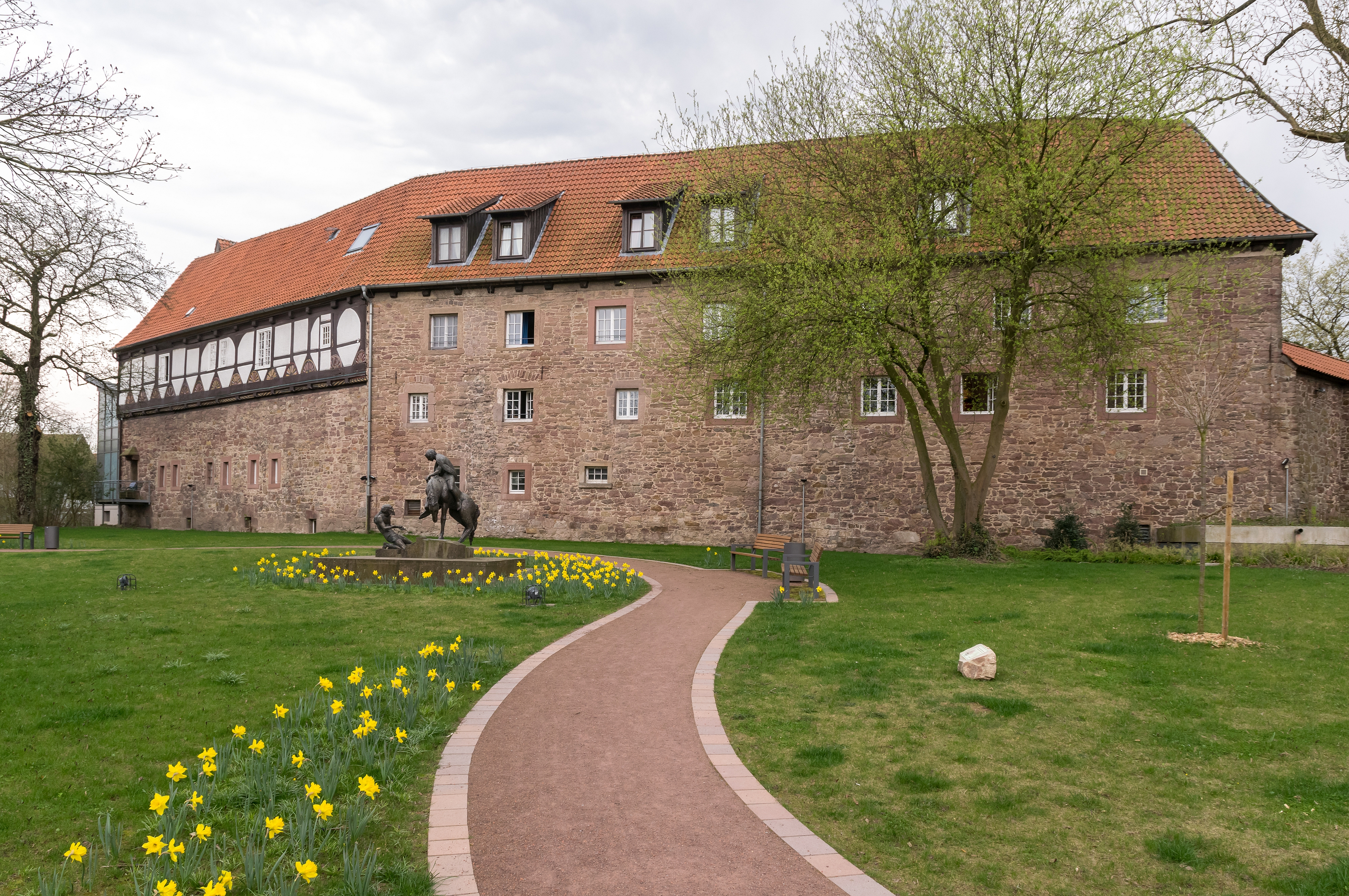
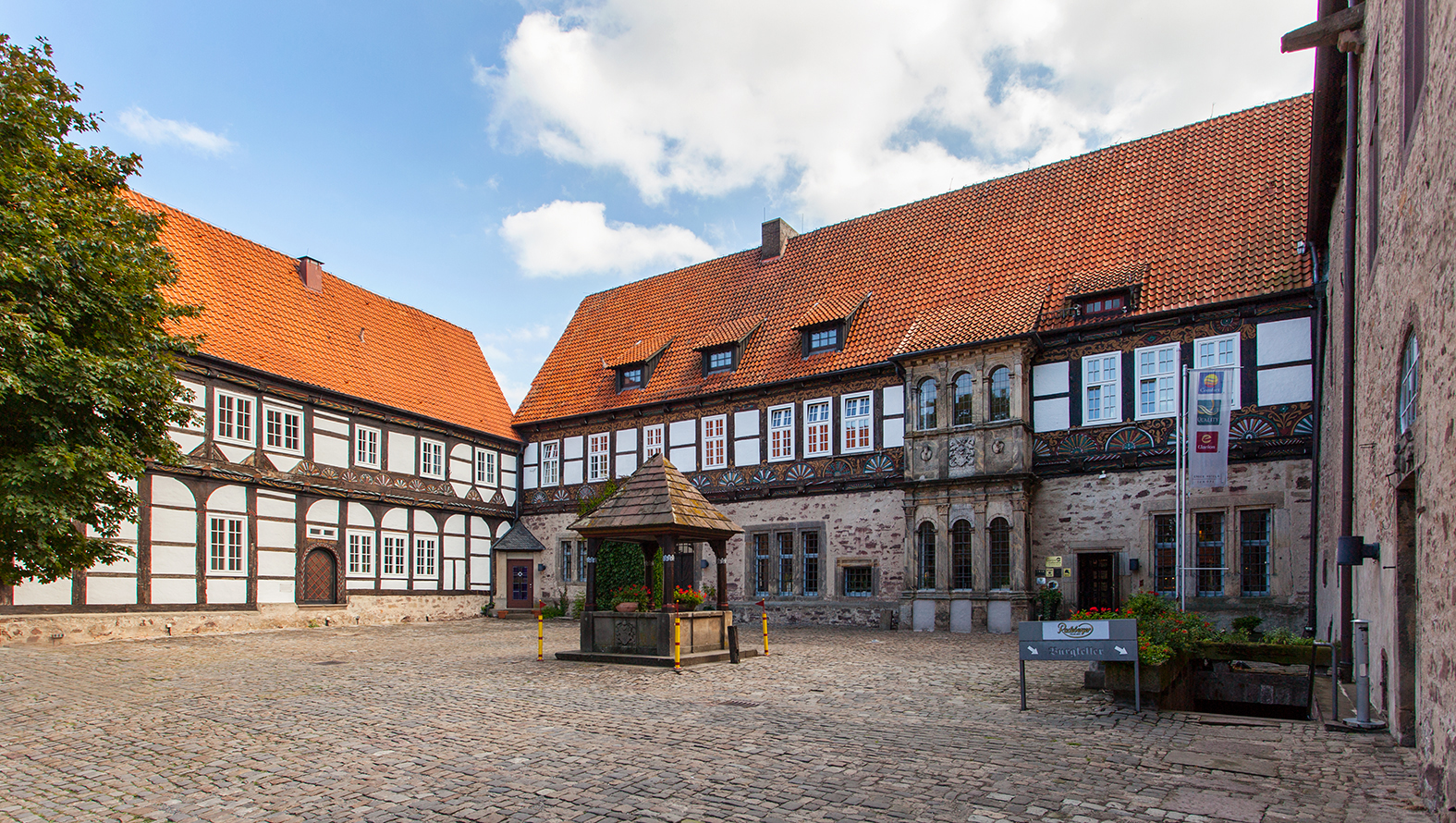
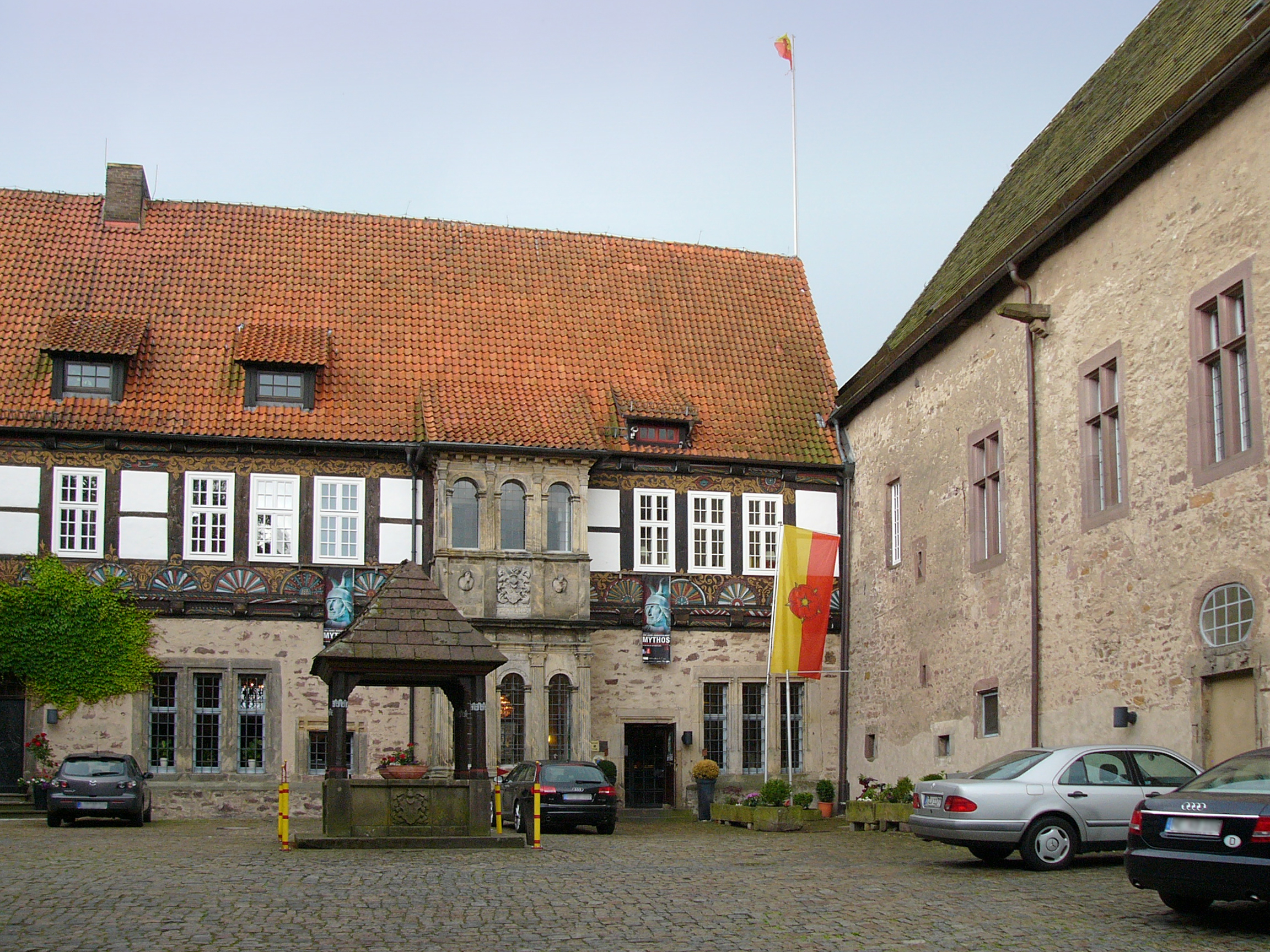